# عطيفة الطيور
عطيفة الطيور (الاسم العلمي: Campylobacter avium) هي نوع من البكتيريا تتبع جنس العطيفة من فصيلة العطيفات.